# Dengue Dengue Dengue!
Dengue Dengue Dengue! és un duo musical de música electrònica del Perú, format per Rafael Pereira i Felipe Salmon. Als concerts els acompanya Nadia Escalante, VJ Sixta. Així mateix, una característica de les seves actuacions en directe és aparèixer amb màscares d'estètica acolorida i tradicional.

## Trajectòria
El projecte musical va néixer l'any 2010 a Lima quan Rafael Pereira i Felipe Salmon, després d'assistir al festival de disseny gràfic Trimarchi a l'Argentina, van decidir explorar la cúmbia amazònica i la música psicodèlica a través de l'electrònica. Entre les seves influències musicals inicials hi havia la banda d'Iquitos Los Wembler.
El 2012 van publicar el seu primer disc, La alianza profana. Des d'aleshores han incorporat diversos estils de danses tradicionals d'arreu d'Amèrica Llatina, el Carib i Àfrica, com ara el zouk, el dancehall, el kuduro i el tarraxo. El grup va actuar al festival Sónar de 2014.
El 2014 van publicar Serpiente dorada i, dos anys després, Siete raíces. L'any 2018 van estrenar Son de los diablos, en referència al la dansa afroperuana Son de los Diablos, on s'endinsen en aquest estil musical. Dengue Dengue Dengue! va explorar els ritmes tradicionals afroperuans, sobretot a l'àlbum Zenit & Nadir del 2019, un dels seus llançaments amb percussió en directe dels germans Ballumbrosio, una dinastia musical peruana coneguda per preservar els ritmes autòctons, com ara la música del landó, el festejo i el crioullo, així com la quijada, un instrument de percussió tallat a la mandíbula d'un ruc.
El 2020 van publicar Fiebre amb el segell mexicà NAAFI, on fan ús dels poliritmes i el minimalisme.

## Discografia

### EP
- Serpiente dorada (2014)[13]
- Son de los diablos (2018)[14]
- Semillero (2018)[15]
- Zenit & Nadir (2019)[16]

### LP
- La alianza profana (2012)[17]
- Siete raíces (2016)
- Fiebre (2020)[1]